# ムーア (地形)

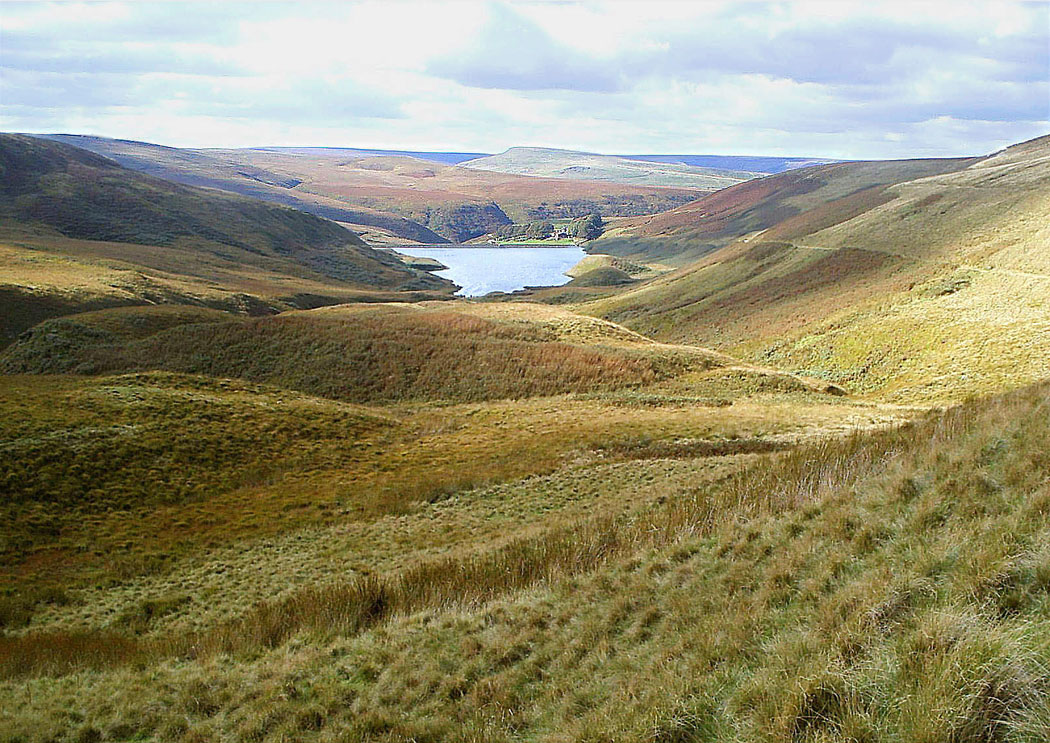
英国ウェストヨークシャーにあるペナイン山脈のムーア

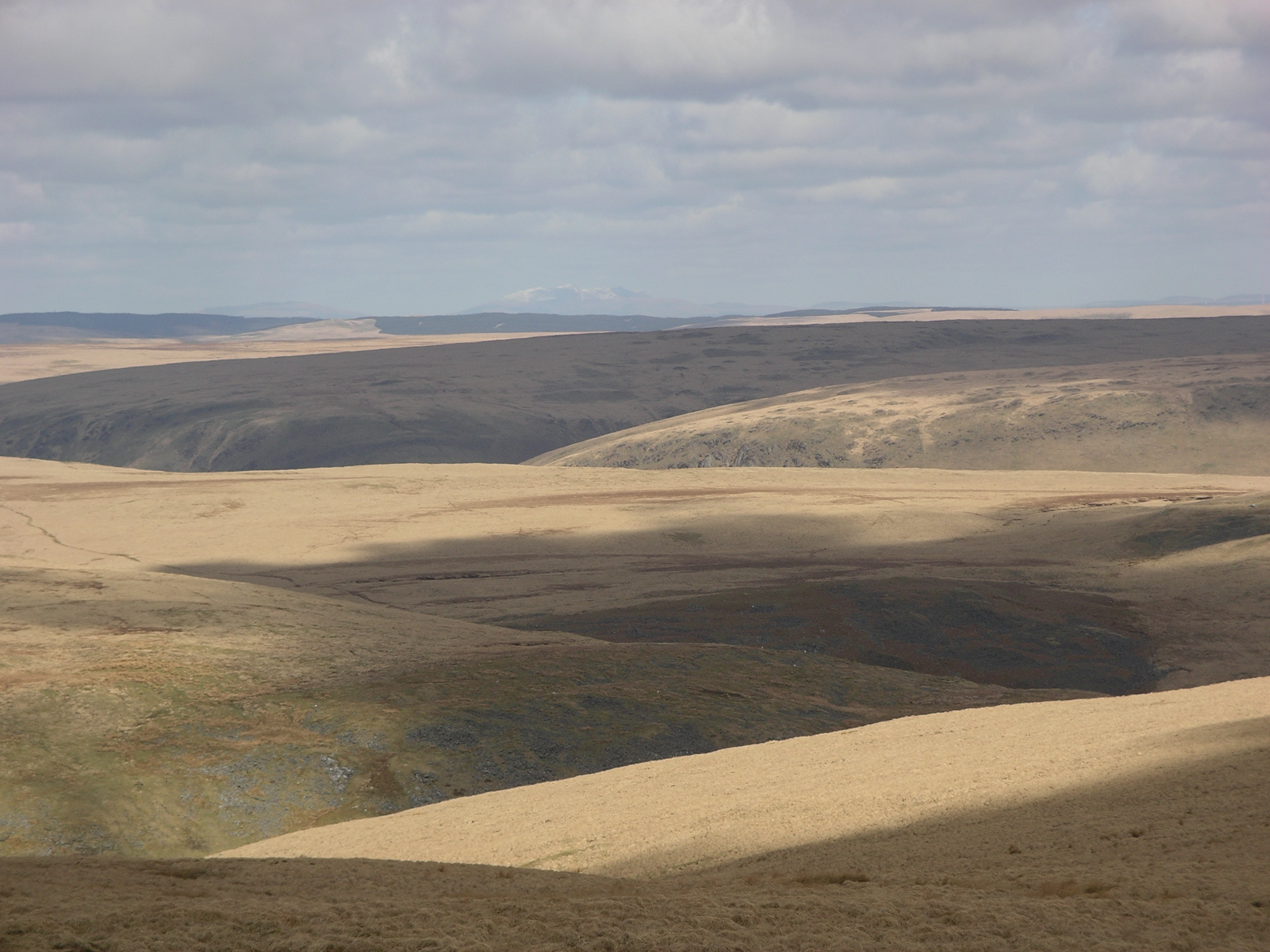
Desert of Wales（ウェールズの荒野）に広がるムーア

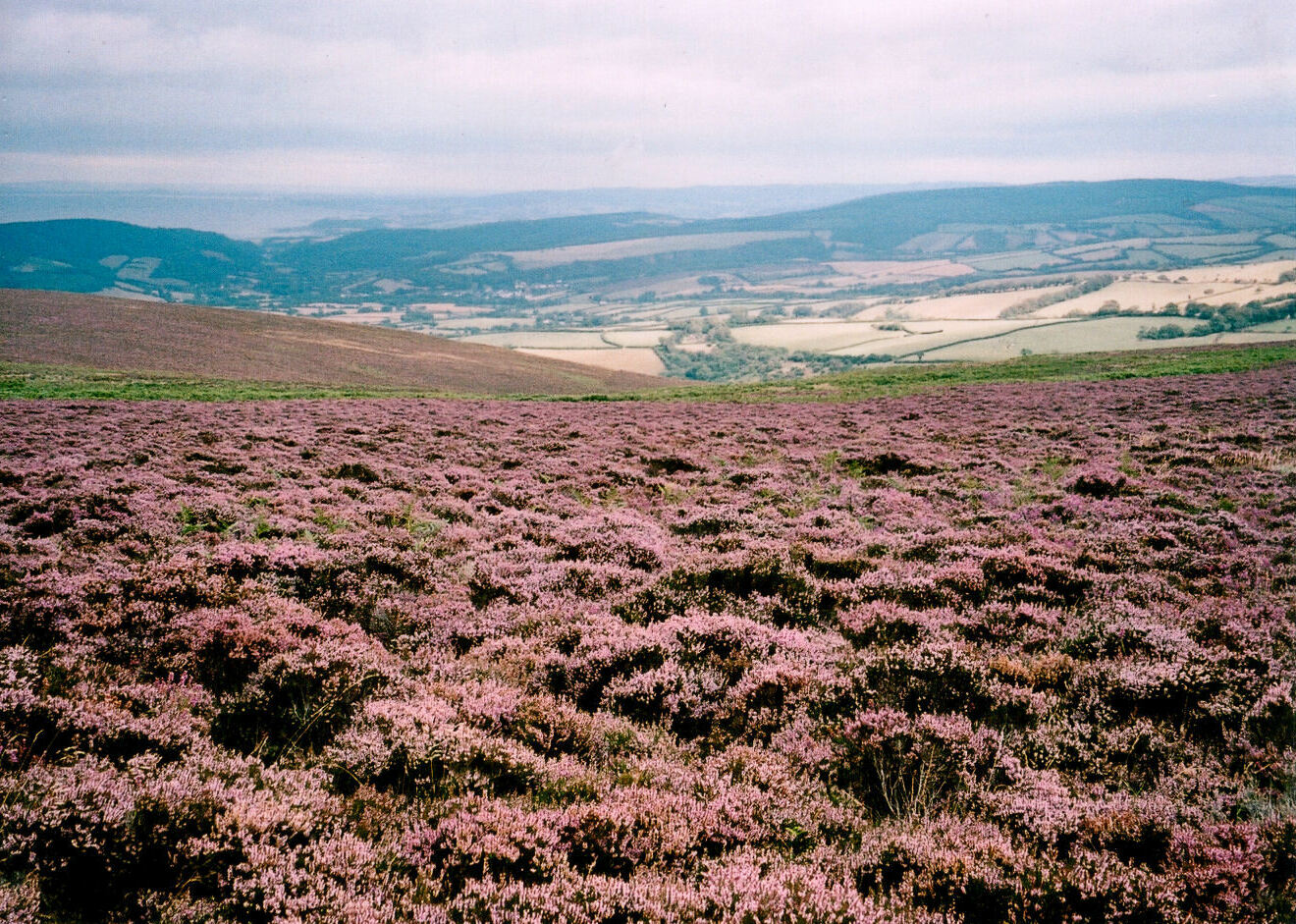
エクスムーア

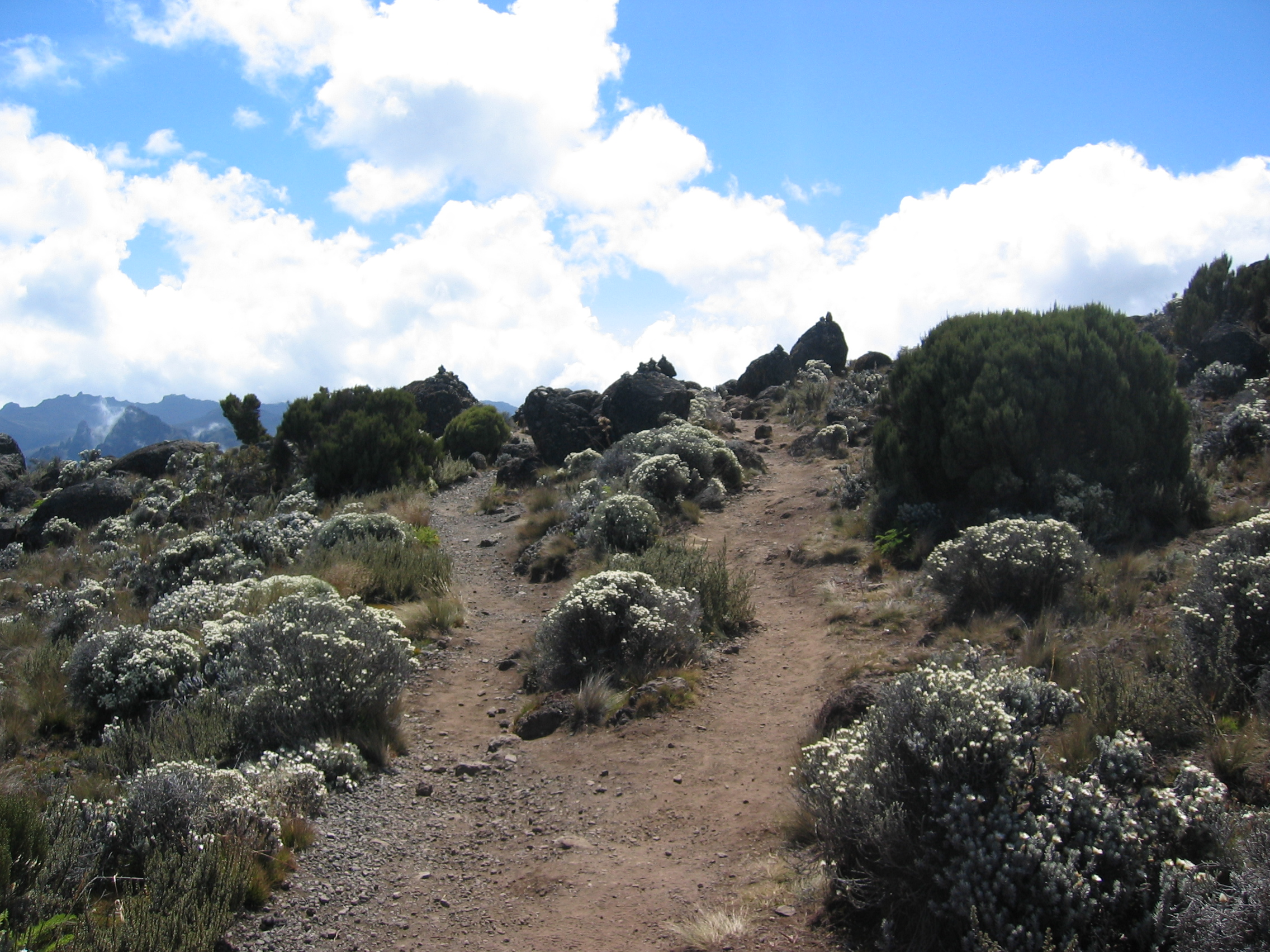
キリマンジャロのムーア

ムーア （英: moorland または moor）は、酸性土壌の上に背の低い草木のみが広がる土地のこと。日本語では「湿原」という。
英名は「沼地」を意味する古いゲルマン語に由来し、元来、イングランドからスコットランドにかけて各地に点在する、荒野然とした山野を指して呼んだものである。

## 分布
ムーアは主にアフリカの新熱帯区、熱帯に広がるが、小さなものが西ヨーロッパ、オーストラリア北部、北米、中央アジア、インド亜大陸にも散り散りにある。
世界のムーアのほとんどが非常に多様な生態系を持っている。熱帯のムーアは生息する動植物の多様性が突出して高い。

## イギリスおよびヨーロッパのムーア

### 生態
ムーアは、涼しく湿気のある典型的なヒースの荒野とは違い、しばしばボグが広がり、動物区系とつながった他種のものとの混合からなる。ヨーロッパでは、この動物区系はアカライチョウ、ハイイロチュウヒ、コチョウゲンボウ、ヨーロッパムナグロ、ダイシャクシギ、ヒバリ、マキバタヒバリ、ノビタキ、クビワツグミ、といった鳥類からなっている。
爬虫類は冷涼な気候のためにわずかしかいない。他地域のムーアでは12種類程度の爬虫類が普通いるものであるが、ヨーロッパでは、ヨーロッパクサリヘビだけがよく見られる。カエルのような両生類はムーアを象徴するものである。
ムーアで家畜が牧草を食べ過ぎると、植生がたびたび失われ、飼料としては粗末で食味に劣るイネ科とワラビに取って代わられ、動物区系が大きく減退する。
野生動物と植生はしばしば固有種がある。なぜなら、過酷な土壌とムーアの特徴的な微気象のせいである。例えば、イングランドのエクスムーアでは希少種であるウマ、エクスムーア・ポニー種が見られる。これは、過酷でやせた地味に適しているからである。
しばしばカルーナ属（ヒースとも）の木が生い茂っている。ヒースの生い茂る簡素な状況の丘は、スコティッシュ・ブラックフェイス種のような羊がよく育つ。
高緯度のムーアは、スコットランドのハイランド、アイスランド、ノルウェーといった低地に見られる。はるか北では樹木生育ができなくなり、ムーアはツンドラに転じる。

### 利用
ヒースを機械で刈り取ることがヨーロッパでおこなわれてきたが、それはスムーズに次の草が生長するのに避けられない。ヨーロッパでは、定期的にムーアに火を放って野焼きをするよりヒースのタネを発芽させた方が良いことを発見した。もしヒースと他の植物が背が高いままに放っておかれたら、それらが大量に乾ききって燃料となる。これは広範囲を焼く野焼きの結果である。しかし一般的にムーアの野生は、野焼きがしょっちゅうでなくとも、容易に再生することができる。

### 有名なムーア

#### イギリス
- ブリークロウ - イギリス
- ボドミン・ムーア（英語版） - コーンウォール
- カリー・アンド・ヘイ・ムーアス - サマセット
- ダートムーア - デヴォン
- エムリー・ムーア - ウエスト・ヨークシャー
- エクスムーア
- イルクリー・ムーア - ウエスト・ヨークシャー
- マーストン・ムーア ウエスト・ヨークシャー
- ランノッホ・ムーア - ハイランド
- カロデン・ムーア - ハイランド（英国王位を求めるチャールズ・ステュアート率いるジャコバイト軍が政府軍と最後の激闘を繰り広げたカロデン・ムーアの戦いで名高い。）
- ロンボールズ・ムーア - ウエスト・ヨークシャー
- サドルワース・ムーア - ペンナイン・ヒルズ
- シュロップシャー・ヒルズ
- スタッフォードシャー・ムーアランズ
- イタン入り江 - アバディーンシャー

#### その他の国
- タンナー・ムーア - オーストリア